# Гранд-канал (картина Стритона)
«Гранд-Канал» (англ. The Grand Canal) — картина австралийского художника Артура Стритона, написанная в 1908 году. Считается самой выдающейся картиной из европейской серии художника. В 2021 году картина стала самой дорогой работой Стритона, проданной за более чем 3 млн австралийских долларов.

## Описание
На картине изображен Гранд-канал в Венеции от дворца Ка-Фоскари. Стритон изящно захватывает такие тонкости, как гондолы, баржи, стойки в воде, дворцовые постройки и просторы воды и неба.
Сара Шмидт оценивала эту работу как «несомненно одну из лучших работ Артура Стритона, великолепную работу, запечатлевшую всё великолепие и красоту Венеции» и как «самую вершину венецианской серии Стритона и, действительно, его обширной европейской работы».
Сара Шмидт так описала картину:
Однако взглянуть по-новому и оценить неповторимый вид Стритона на Гранд-канал — значит наблюдать за ступенчатой терракотовой кровлей, расположенной на этой картине благозвучно, как последовательность музыкальных нот: взаимосвязанные крыши венецианских дворцов и других зданий. Этому терракотовому морю присуща неоспоримая красота: ключевой элемент вида, идеально гармонирующий с мерцающей синевой воды и неба. Техническое мастерство Стритона проявляется в организации этой привлекательной палитры, в которой доминируют два дополнительных цвета, представляющих Гранд-канал и оптимистичное небо, уравновешенное крышами палаццо.
Современник Стритона, художник и попечитель галереи Лайонел Линдси сказал о картине: «Могу ли я в достаточной мере оценить её? Все силы Стритона сосредоточены здесь, как и на его картине „Центр Империи“, в мастерстве композиции и атмосферной правде, различии его цвета и прикосновения».

## История
Картина была приобретена австралийским бизнесменом Артуром Байе (отцом меценатши Сандей Рид) в 1914 году. Позже полотно перешло к его сестре Эми Шакелл и впоследствии стала частной собственностью её большой семьи, так что его местонахождение долгое время было неизвестно художественному сообществу. В 2018 году тогдашний глава галереи Гамильтона Сара Шмидт «заново открыла» картину в частном доме семьи в Западном округе штата Виктория.
В апреле 2021 года картина была продана на аукционе в Мельбурне частному покупателю за 3 068 180 австралийских долларов, что на тот момент было рекордной ценой для работ Стритона.